# Jovanotti
Jovanotti   (Roma, 27 de setembre de 1966) és un cantautor, raper i discjòquei italià. Es va tornar famós a finals dels anys vuitanta, llançat per Claudio Cecchetto. Tot i que al principi estava més inclinat cap al rap, va anar canviant gradualment d'estil apropant-se cap al model de la world music (sempre interpretada en clau hip-hop i funky). A aquesta evolució musical li correspon una mutació dels textos de les seves cançons, que, en el transcurs dels anys, tendeixen a tocar temes sempre més filosòfics, religiosos i polítics, més típics de l'estil dels cantautors italians.
Paral·lelament augmenta també el seu compromís social i polític. És un pacifista actiu, que ha col·laborat sovint amb diferents institucions com ara Emergency, Amnistia Internacional, etc. Va contribuir a les protestes a favor de la cancel·lació del deute durant la dècada del 1990 i més recentment als moviments "Sense Excuses" i Make Poverty History, participant en el Live 8.

## Biografia
Lorenzo Cherubini va néixer a Roma el 27 setembre 1966, fill de Mario Cherubini (1934-2015) i Viola Cardinali (1935-2010). És el tercer de quatre germans. De família toscana originària de Cortona, a la província d'Arezzo, durant la seva infantesa i se li ha atorgat la ciutadania honorífica d'aquesta ciutat.
A Roma va estudiar al liceo Malpighi. El 6 setembre de 2008 es va casar a Cortona, en l'església de Santa Maria Nova, amb Francesca Valiani. Tenen una filla, Teresa, nascuda el 13 desembre 1998, a qui Jovanotti va dedicar la cançó "Per te".

## Discografia
- 1988 – Jovanotti for President
- 1989 – La mia moto
- 1990 – Giovani Jovanotti
- 1991 – Una tribù che balla
- 1992 – Lorenzo 1992
- 1994 – Lorenzo 1994
- 1997 – Lorenzo 1997 - L'albero
- 1999 – Lorenzo 1999 - Capo Horn
- 2002 – Lorenzo 2002 - Il quinto mondo
- 2005 – Buon sangue
- 2008 – Safari
- 2011 – Ora
- 2015 – Lorenzo 2015 CC.
- 2017 - Oh, vita!